# Olivier Lapidus
Pour les articles homonymes, voir Lapidus.
Olivier Lapidus est un créateur de mode et designer français, né le 2 juin 1958 à Neuilly-sur-Seine.

## Biographie

### Ses débuts
Olivier Lapidus est né en 1958 d’un père couturier français, Ted Lapidus, créateur des années 1960-1970, promoteur de la mode « unisexe » dès 1955 puis inventeur du « style Safari » dans les années 1970, et d’une mère actrice et mannequin, Véronique Zuber, Miss France 1955. Il est marié avec Yara Wakim, auteure-compositrice-interprète franco-libanaise et ils ont deux filles, Koukla et Milla.
Diplômé de l’École de la chambre syndicale de la couture parisienne, il fait ses débuts chez Balmain Homme en 1985. Après une collaboration de trois ans avec le groupe Miki au Japon, Olivier Lapidus est sollicité en 1989 par la société Ted Lapidus SA pour prendre la direction artistique de la maison fondée par son père.
Il dira lui-même plus tard : « il m’a été difficile de me démarquer du travail de mon père, tout simplement parce qu’il m’a tout appris (ou presque…) et que, bien que nos styles soient différents, nous partageons la même passion pour les métiers d’art de la mode ».

### L'artisan créateur
En 1984, Olivier Lapidus dépose un premier brevet mêlant mode et électronique pour un vêtement à capteurs solaires. Pour sa collection automne-hiver 1996-1997, il présente un vêtement équipé d'un GPS. Puis, il crée une robe de mariée lumineuse tissée de fibres optiques avec le soyeux lyonnais Cédric Brochier. Il innove aussi dans le choix des matières : algues, fibres de fruits, poussière de pierres précieuses.
La collaboration avec Cédric Brochier aura une application inattendue dans le domaine médical : soigner la jaunisse du nourrisson grâce à une couverture de lumière bleue, et un tissu de lumière verte permet aux personnes de mieux sortir du coma.
« Ce que j'aime dans mon métier, c'est le monde ouvrier, cet univers des ateliers qui m'a vu naître, d'un père couturier et d'une mère, mannequin et comédienne. Mes premiers jouets furent les ciseaux, les bouts de tissus… Très tôt, j'ai aimé ce monde-là, les brodeuses, les dentellières, les plumassières, les premières d'atelier, les patronnières, les modistes (au féminin comme au masculin, d'ailleurs), ceux qui fabriquent les souliers, les sacs, tous les métiers des gens qui font. J'ai vu mes parents travailler dans cet univers depuis toujours. Pour moi, l'évolution naturelle de ces ateliers, de ces métiers d'art de la mode est de participer à la transformation des techniques, de ne pas juste rester des trésors vivants. 
Ce qui m'intéresse, c'est comment valoriser le textile pour innover dans d'autres domaines, à l'instar des métiers à soie qui tissent désormais la fibre de verre de rideaux lumineux utilisés en décoration et de couvertures de luminothérapie, destinées à lutter contre la jaunisse du nourrisson ».

### Parenthèse chinoise

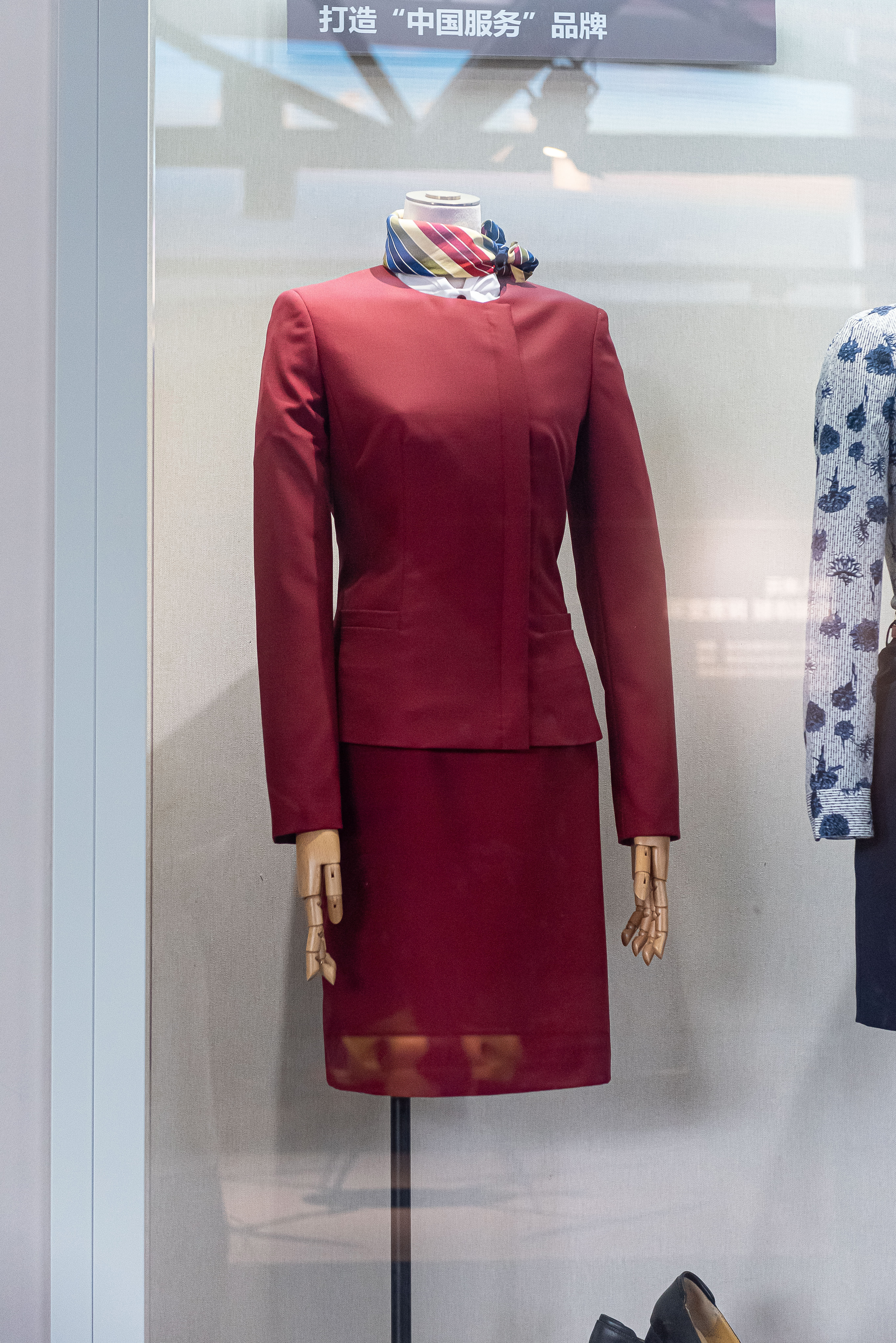
l’uniforme d’Air China

2000: Olivier Lapidus devient indépendant, il démissionne de la société fondée par son père et installe son activité en Chine. Après Pierre Cardin , il est choisi par Air China pour créer les nouveaux uniformes de la compagnie nationale et donne des conférences à l’Université Tsinghua de Pékin.

### Designer
2003 : retour en France et collaborations dans différents domaines liés au design : architecture d’intérieur avec l’hôtel Félicien à Paris, design de meubles avec D’Argentat ou collections de lunettes pour Meyrowitz.

### Collaboration avec les marques
Olivier Lapidus s’est associé ponctuellement avec de grands distributeurs : « Je suis un couturier libre, j’aime les robes du soir qui s’adressent à quelques centaines de femmes dans le monde, j’aime aussi l’idée de mettre mon savoir faire au service d’un plus grand nombre : justement en apportant de la qualité et du rêve là ou l’on s’y attend peut être le moins. La génération de mon père a fait descendre la mode dans la rue, moi je souhaite que la rue remonte, à petit prix mais avec une qualité supérieure ».
2004 :  Après la licence, Christian Lacroix Pronuptia le sollicite pour créer une capsule de robes de mariées.
2006 :  Avec Carrefour  une ligne masculine, notamment des costumes en laine fine « super 150 » et fabriqués de façon « semi-traditionnelle » , des ceintures « made in France » et des cravates en soie « made in Italy ».
2013 : Décoration de design des meubles de l'hôtel de luxe Félicien « de la mode au design », au cœur du 16e arrondissement de Paris. Le designer ajoutera « La déco c'est la vie qui va avec la mode ».
En hommage à son père Ted Lapidus, il crée en 2010 la collection de prêt-à-porter Lapidus Vintage qui revisite les travaux de son père, qui sera vendue à Paris à la boutique Maria Luisa et au Printemps Haussmann, et chez Barneys aux USA.
En juillet 2021, il s'associe à Lucibel, une entreprise française produisant des luminaires et systèmes d'éclairage à base de LED, pour créer un masque de beauté à base de photobiomodulation.

### Maison de couture digitale
En 2017, Olivier Lapidus conçoit une « maison de couture digitale » : les défilés deviennent des films, les robes de la e-collection pivotent à 360 degrés.

### Période Lanvin
À la suite de l'annonce de la création de sa maison de couture digitale, il est appelé par madame Wang pour prendre la tête de la direction artistique de la maison de couture Lanvin, en remplacement de Bouchra Jarrar. Il y restera neuf mois et aura présenté deux collections.

## Récompenses et distinctions
En 1994, Olivier Lapidus reçoit le prestigieux Dé d'or de la haute couture.
En 2005, il est nommé chevalier de la Légion d'honneur.
En 2015, il est nommé conseiller du commerce extérieur de la France.

## Parrainages
En 2015, parrainage à Lyon de l'école de mode Supdemod, dirigée par Jamal Hammouch.